# Bill Erwin

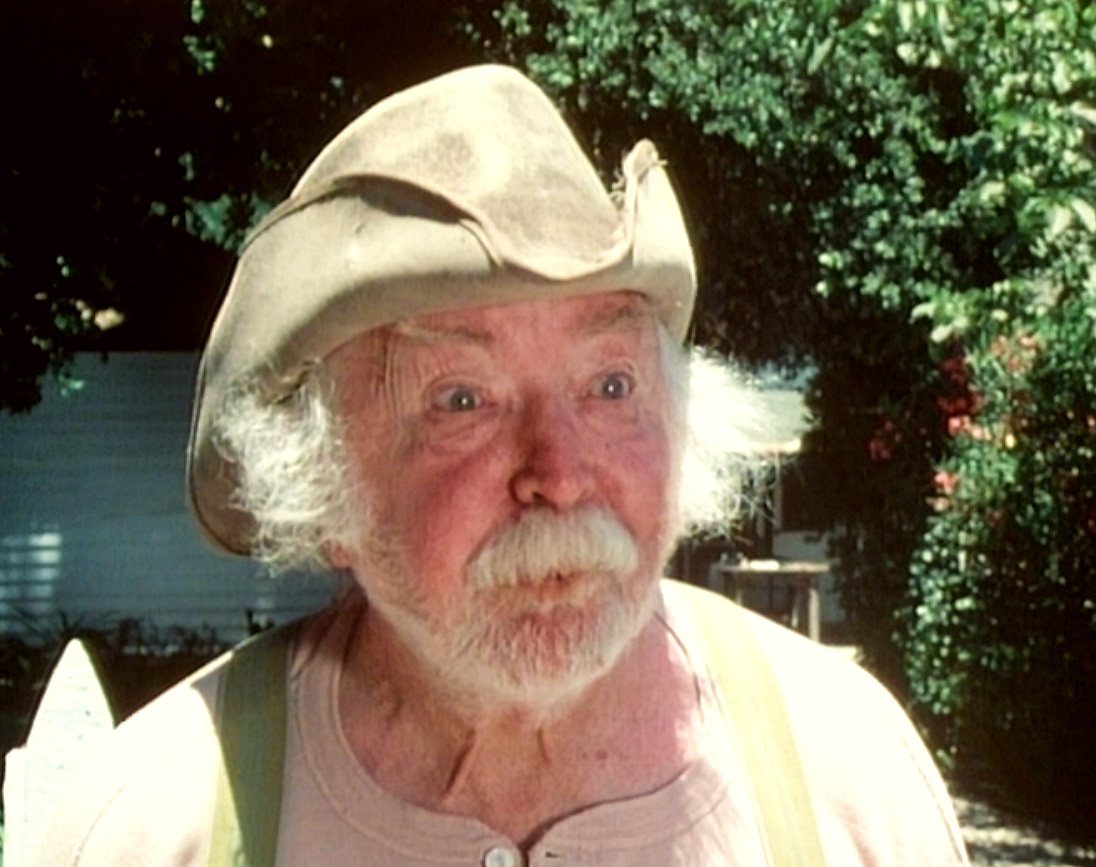
Bill Erwin in The Optimist (1983)

William Lindsey „Bill“ Erwin (* 2. Dezember 1914 in Honey Grove, Texas; † 29. Dezember 2010 in Studio City bei Los Angeles, Kalifornien) war ein US-amerikanischer Schauspieler.

## Leben
Erwin wurde in Texas geboren und besuchte zunächst das San Angelo College. Er studierte anschließend an der University of Texas in Austin. Dort erwarb er 1935 einen Bachelor-Abschluss im Fach Journalismus.
Er absolvierte dann eine Schauspielausbildung am Pasadena Playhouse, wo er 1941 mit einem Master Degree als Master of Theater Arts abschloss. Seine Karriere als Schauspieler begann er ab 1940 am Pasadena Playhouse Theatre, am Laguna Beach Playhouse in Laguna Beach und am La Jolla Playhouse in La Jolla. Während des Zweiten Weltkrieges diente er als Captain in den United States Army Air Forces. Nach seinem Ausscheiden aus dem Militärdienst kehrte er nach Hollywood zurück, um seine Karriere als Schauspieler wiederaufzunehmen.
Seine erste Filmrolle hatte er 1942 in der Komödie Schrecken der zweiten Kompanie, an der Seite von Phil Silvers. Bis Ende der 1950er Jahre folgten regelmäßig zum Teil winzige Nebenrollen in weiteren Hollywood-Filmen, unter anderem in Die bronzene Göttin (1948), Kesselschlacht (1949), Der Mann von Del Rio (1956), The Night Runner (1957) und Faust des Satans (1958). Zu seinem Repertoire gehörten Offiziere, Ärzte, Bankkassierer, Barkeeper und Angestellte; häufig wurde Erwin nicht einmal im Abspann erwähnt. Ende der 1950er Jahre war er in dem Thriller The Cry Baby Killer (1958) in der Rolle des Mr. Wallace als Vater von Jack Nicholson zu sehen, der in diesem Film seine erste Hauptrolle hatte. Von seinen weiteren Filmrollen blieb vor allem seine Rolle als liebenswürdiger und ehrwürdiger, alter Hotelangestellter Arthur Biehl in dem romantischen Fantasydrama Ein tödlicher Traum (1980), in dem er gemeinsam mit Jane Seymour und Christopher Reeve spielte. Mehrfach arbeitete er mit dem Regisseur, Drehbuchautor und Produzenten John Hughes zusammen, der ihn in Nebenrollen und Gastrollen, häufig mit Billie Bird als Ehefrau, einsetzte, unter anderen in Ein Ticket für Zwei, She’s having a Baby, Kevin – Allein zu Haus und Dennis. In dem Zeichentrickfilm In einem Land vor unserer Zeit übernahm er 1988 die Sprechrolle des Großvaters.
Seit Anfang der 1950er Jahre arbeitete Erwin hauptsächlich für das Fernsehen. Er übernahm Episodenrollen in nahezu unzähligen Fernsehserien, unter anderem in Highway Patrol, Richard Diamond, Privatdetektiv, Westlich von Santa Fé, Die Leute von der Shiloh Ranch, Perry Mason, Auf der Flucht, Cannon, Rauchende Colts, Lou Grant, Die Waltons, Dallas, Hart aber herzlich, Falcon Crest, Wer ist hier der Boss?, Ein Engel auf Erden, Eine schrecklich nette Familie, Unter der Sonne Kaliforniens und Golden Girls. 2003 spielte er in der Fernsehserie Monk in der Episode Mr. Monk and the Very, Very Old Man den Sohn eines 114-jährigen Mordopfers.
In der Science-Fiction-Fernsehserie Raumschiff Enterprise – Das nächste Jahrhundert war er 1990 in der Episode Remember me in der Rolle des Dr. Dalen Quaice zu sehen; er verkörperte den väterlichen Freund und Mentor der Serienfigur Dr. Beverly Crusher. In der Sitcom Seinfeld spielte er 1993 die Rolle des launischen, verschrobenen und unbeherrschten Großvaters Sid Fields. Für diese Rolle erhielt Erwin eine Nominierung für den Emmy Award in der Kategorie „Gastdarsteller in einer Comedyserie“.
Erwin arbeitete auch als Cartoonist für Magazine wie The New Yorker, Playboy und Los Angeles Magazine; außerdem drehte er zahlreiche Werbespots, unter anderem für Dreyer's Grand Ice Cream.

## Privates
Erwin war seit 1948 mit der Schauspielerin und Journalistin Lucy Frances MacLachlan (1920–1995) verheiratet; aus der Ehe gingen vier gemeinsame Kinder hervor, zwei Söhne und zwei Töchter. Erwin starb im Alter von 96 Jahren in seinem Haus in Studio City; als Todesursache wurden „natürliche Gründe“ genannt.

## Filmografie (Auswahl)

### Kino
- 1942: Schrecken der zweiten Kompanie (You’re in the Army Now)
- 1948: Die bronzene Göttin (The Velvet Touch)
- 1949: Kesselschlacht (Battleground)
- 1951: Doppeltes Dynamit (Double Dynamite)
- 1956: Der Mann von Del Rio (Man from Del Rio)
- 1957: The Night Runner
- 1958: Faust des Satans (Gun Fever)
- 1958: The Cry Baby Killer
- 1980: Ein tödlicher Traum (Somewhere in Time)
- 1987: Ein Ticket für Zwei (Planes, Trains & Automobiles)
- 1988: She’s Having a Baby
- 1988: In einem Land vor unserer Zeit (The Land Before Time)
- 1990: Kevin – Allein zu Haus (Home Alone)
- 1993: Dennis (Dennis, the Menace)
- 1999: Auf die stürmische Art (Forces of Nature)
- 1999: Inferno (Inferno)

### Fernsehserien
Jeweils eine Folge, wenn nicht anders angegeben
- 1955: Streifenwagen 2150 (Highway Patrol)
- 1957: Richard Diamond, Privatdetektiv (Richard Diamond, Private Detective, 4 Folgen)
- 1957–1974: Rauchende Colts (Gunsmoke, 14 Folgen)
- 1959: Westlich von Santa Fé (The Rifleman)
- 1959–1966: Perry Mason (5 Folgen)
- 1961: Preston & Preston (The Defenders)
- 1963–1967: Auf der Flucht (The Fugitive, 4 Folgen)
- 1962, 1964: Die Leute von der Shiloh Ranch (The Virginian, 2 Folgen)
- 1971–1974: Cannon (3 Folgen)
- 1974, 1981: Die Waltons (The Waltons, 2 Folgen)
- 1977: Lou Grant
- 1982: Dallas
- 1983: The Optimist
- 1983: Hart aber herzlich (Hart to Hart, Folge 5.9: Gift im Whisky)
- 1984: Falcon Crest
- 1984: Exit – Ausgang ins Nichts (Invitation to Hell, Fernsehfilm)
- 1984–1987: Wer ist hier der Boss? (Who’s the Boss?, 3 Folgen)
- 1986–1987: Ein Engel auf Erden (Highway to Heaven, 3 Folgen)
- 1988: Eine schrecklich nette Familie (Married with Children)
- 1990: Raumschiff Enterprise – Das nächste Jahrhundert (Star Trek: The Next Generation)
- 1991: Unter der Sonne Kaliforniens (Knots Landing)
- 1992: Golden Girls (The Golden Girls)
- 1993: Seinfeld (2 Folgen)
- 1998: X-Factor: Das Unfassbare (Beyond Belief)
- 2003: Monk
- 2004: King of Queens (The King of Queens)